# 1925-ös norvég labdarúgókupa
A 1925-ös norvég labdarúgókupa a Norvég labdarúgókupa 24. szezonja volt. A címvédő az Odd csapata volt. A kupában minden olyan csapat részt vehetett, amely tagja a Norvég labdarúgó-szövetségnek, kivéve az észak-norvégiai klubokat. A tornát a Brann nyerte meg, a kupa történetében másodjára.

## Első kör
| 1. csapat         | Eredmény   | 2. csapat    |
| ----------------- | ---------- | ------------ |
| Blink             | 1–3        | Rapp         |
| Brage             | 3–1        | Røros        |
| Bøn               | 4–2        | Fet          |
| Djerv             | 9–0        | Vard         |
| Drammen           | 5–2        | Gjeithus     |
| Eidsvold          | 8–0        | Sørumsand    |
| Egersund          | 0–3        | Viking       |
| Fagforeningenes   | 4–0        | Tynset       |
| Falk              | 1–3        | Torp         |
| Flekkefjord       | 4–3 (h.u.) | Vidar        |
| Gjøa              | 5–0        | Roy          |
| Grane             | 5–4        | Donn         |
| Hafslund          | 3–2        | Mercantile   |
| Kristiansund      | 3–2        | Braatt       |
| Kråkstad          | 1–7        | Hasle        |
| Larvik Turn       | 3–2        | Skotfoss     |
| Lillestrøm BK     | 2–0        | Dokken       |
| Lisleby           | 3–1        | Ski          |
| Mandalskameratene | 0–1        | Start        |
| Mjøndalen         | 5–0        | Tell         |
| Molde             | 4–2        | Fremad       |
| Namsos            | 2–2 (h.u.) | Steinkjer    |
| Neset             | 1–2        | Kvik         |
| Pors              | 3–5 (h.u.) | Holmestrand  |
| Rjukan            | 10–3       | Kongsberg    |
| Rollon            | 3–0 (h.u.) | Hødd         |
| Skiold            | 6–2        | Agnes        |
| Snøgg             | 6–5        | Haugsund     |
| Stabæk            | 3–1        | Norrøna      |
| Stange            | 0–2        | Lyn (Gjøvik) |
| Stavanger         | 5–2        | Brodd        |
| Storm             | 11–0       | Ulefoss      |
| Strinden          | 6–3        | Steinar      |
| Sverre            | 2–0        | Freidig      |
| Tryggkameratene   | 1–3        | Ranheim      |
| Tønsberg Turn     | 4–0        | Kampørn      |
| Vigør             | 1–12       | Fram Larvik  |
| Vikersund         | 1–4        | Strømsgodset |
| Voss              | 0–2        | Hardy        |
| Vålerengen        | 4–1        | Liv          |
| Újrajátszás       |            |              |
| Steinkjer         | 4–2        | Namsos       |

Az Aalesund, a Brann, a Drafn, a Frigg Oslo, a Hamar, a Kvik Halden, a Lillestrøm, a Lyn, az Odd, a Ready, a Sarpsborg, a Trygg, az Urædd és az Ørn Horten csapata mérkőzés nélkül továbbjutott.

## Második kör
| 1. csapat       | Eredmény | 2. csapat     |
| --------------- | -------- | ------------- |
| Brage           | 1–0      | Ranheim       |
| Drafn           | 4–3      | Holmestrand   |
| Eidsvold        | 2–3      | Drammen       |
| Fagforeningenes | 0–1      | Bøn           |
| Fram Larvik     | 4–1      | Grane         |
| Fredrikstad     | 4–1      | Hafslund      |
| Hasle           | 1–0      | Lillestrøm BK |
| Kristiansund    | 4–1      | Hødd          |
| Kvik Halden     | 4–1      | Frigg Oslo    |
| Kvik            | 3–1      | Hamar         |
| Larvik Turn     | 8–1      | Lillestrøm    |
| Rapp            | 2–4      | Sverre        |
| Sarpsborg       | 6–0      | Tønsberg Turn |
| Skiold          | 3–2      | Hardy         |
| Stabæk          | 2–5      | Gjøa          |
| Stavanger       | 2–0      | Start         |
| Steinkjer       | 3–1      | Strinden      |
| Storm           | 2–0      | Snøgg         |
| Strømsgodset    | 5–2      | Lyn           |
| Torp            | 2–0      | Ready         |
| Viking          | 8–1      | Flekkefjord   |
| Urædd           | 2–1      | Rjukan        |
| Vålerengen      | 2–1      | Lisleby       |
| Aalesund        | 5–1      | Molde         |

A Brann, a Djerv, a Lyn (Gjøvik), a Mjøndalen, a Moss, az Odd, a Trygg, az Ørn Horten csapata mérkőzés nélkül továbbjutott.

## Harmadik kör
| 1. csapat      | Eredmény   | 2. csapat    |
| -------------- | ---------- | ------------ |
| Aalesund       | 5–0        | Kristiansund |
| Brann          | 4–0        | Trygg        |
| Drafn          | 2–2 (h.u.) | Storm        |
| Fram Larvik    | 0–1        | Fredrikstad  |
| Gjøa           | 2–1        | Mjøndalen    |
| Lyn (Gjøvik)   | 6–0        | Bøn          |
| Kvik Halden    | 4–1        | Torp         |
| Kvik           | 8–1        | Steinkjer    |
| Larvik Turn    | 5–1        | Drammen      |
| Odd            | 3–1        | Strømsgodset |
| Stavanger      | 2–0        | Moss         |
| Sverre         | 1–2        | Brage        |
| Urædd          | 1–2        | Sarpsborg    |
| Viking         | 6–3 (h.u.) | Djerv        |
| Vålerengen     | 6–0        | Hasle        |
| Ørn Horten     | 6–1        | Skiold       |
| Újrajátszás    |            |              |
| Storm          | 3–3 (h.u.) | Drafn        |
| 2. újrajátszás |            |              |
| Drafn          | 4–0        | Storm        |

## Negyedik kör
| 1. csapat   | Eredmény   | 2. csapat    |
| ----------- | ---------- | ------------ |
| Brann       | 5–0        | Stavanger    |
| Drafn       | 0–1        | Ørn Horten   |
| Fredrikstad | 7–2        | Lyn (Gjøvik) |
| Kvik        | 1–0 (h.u.) | Brage        |
| Larvik Turn | 2–4        | Kvik Halden  |
| Odd         | 3–2        | Vålerengen   |
| Sarpsborg   | 5–1        | Gjøa         |
| Viking      | 2–1        | Aalesund     |

## Negyeddöntők
| 1. csapat  | Eredmény | 2. csapat   |
| ---------- | -------- | ----------- |
| Brann      | 5–3      | Fredrikstad |
| Sarpsborg  | 3–0      | Kvik Halden |
| Viking     | 3–2      | Kvik        |
| Ørn Horten | 3–2      | Odd         |

## Elődöntők
| 1. csapat | Eredmény | 2. csapat  |
| --------- | -------- | ---------- |
| Brann     | 3–1      | Viking     |
| Sarpsborg | 1–0      | Ørn Horten |

## Döntő
| 1925. október 18. |

| Brann                     | 3–0 | Sarpsborg |
| ------------------------- | --- | --------- |
| Olsen 14' Berstad 65' 73' |     |           |

| Fredrikstad Stadion, Fredrikstad Nézőszám: 10 000 Játékvezető: Fridtjof Johansen (Holmestrand) |